# Foederatus
Foederatus /ˌfɛdəˈreɪtəs/, hoặc số nhiều Foederati /ˌfɛdəˈreɪtaɪ/ là cách La Mã chu cấp những lợi ích nhằm đổi lấy viện trợ quân sự từ bất kỳ một quốc gia xa xôi hẻo lánh.

## Lịch sử

### Cộng hòa La Mã
Thuở ban đầu trong lịch sử Cộng hòa La Mã, foederatus được xác định là một trong những bộ tộc bị ràng buộc theo hiệp ước (foedus /ˈfiːdəs/), mà họ không phải là thuộc địa La Mã cũng chẳng được hưởng lợi từ quyền công dân La Mã (civitas) nhưng nhờ cậy vào việc cung cấp một đạo quân chiến đấu khi rắc rối phát sinh, do đó mà trở thành đồng minh. Các bộ tộc Latin được coi là đồng minh chung huyết thống, nhưng số còn lại là foederatus hoặc socii. Sự xích mích giữa các nghĩa vụ hiệp ước mà không có lợi ích tương ứng kiểu La Mã đã dẫn đến cuộc chiến tranh Socii giữa người La Mã với một vài đồng minh thân cận và đám Socii bất mãn. Một đạo luật năm 90 TCN (Lex Julia) đã cấp quyền công dân La Mã cho những nước liên minh chịu chấp nhận các điều khoản. Không phải tất cả các thành phố đều được chuẩn bị để hấp thu res publica của La Mã (ví dụ Heraclea và Napoli). Một số foederatus khác nằm bên ngoài nước Ý như Gades ở Tây Ban Nha và Massilia ở Pháp.

### Đế quốc La Mã
Sau đó, nghĩa của thuật ngữ foederatus và cách sử dụng cùng ý nghĩa của nó đã được mở rộng theo thông lệ của người La Mã là trợ cấp cho tất cả bộ lạc man rợ — bao gồm cả người Frank, Vandal, Alan và nổi tiếng nhất là người Visigoth — nhằm đổi lấy việc cung cấp các chiến binh để chiến đấu trong quân đội La Mã. Alaric đã bắt đầu sự nghiệp của ông khi cầm đầu một toán lính foederatus Goth.
Lúc đầu, người La Mã trợ cấp dưới hình thức tiền bạc hoặc thực phẩm, nhưng doanh thu từ thuế ngày càng thu hẹp dần vào thế kỷ 4 và 5, foederatus đành phải trú quân trên vùng các địa chủ địa phương rồi giống nhau ở chỗ được phép định cư trên lãnh thổ La Mã. Giới địa chủ địa phương lớn sống ở các tỉnh biên giới xa xôi trên những biệt thự rộng rãi chủ yếu là tự cung tự cấp, dựa trên lòng trung thành của họ với chính quyền trung ương, rồi lại mâu thuẫn bởi những diễn biến khác, tiếp tục thỏa hiệp trong tình huống như vậy. Sau đó, khi lòng trung thành bị dao động và trở nên địa phương hóa hơn, Đế quốc đã bắt đầu giao phó vào những vùng lãnh thổ nhỏ hơn và lòng trung thành cá nhân gần gũi hơn.
Người Frank trở thành foederatus vào năm 358, khi Julianus Kẻ bội giáo đã để cho họ giữ các khu vực ở miền bắc Gaul, có dân số giảm sút trong thế kỷ trước. Binh sĩ La Mã bảo vệ sông Rhine và có số quân trải dài 100 dặm (160 km) về phía nam và phía tây của sông Rhine. Những khu định cư của người Frank đã được thành lập tại các khu vực phía bắc và phía đông lãnh thổ La Mã và giúp đỡ việc bảo vệ Đế quốc bằng cách cung cấp thông tin tình báo và một vùng đệm tại chỗ. Sự tan vỡ tuyến biên giới Rhine vào mùa đông lạnh giá năm 406 và 407 đã chấm dứt sự hiện diện của La Mã tại sông Rhine, khi cả người La Mã và đồng minh người Frank đều bị cuộc di cư ồ ạt của các man tộc Vandal và Alan giày xéo.
Năm 376, một số trong đám người Goth đề nghị Hoàng đế Valens cho phép họ định cư trên bờ phía nam của sông Danube và được chấp nhận vào đế quốc trong vai trò foederatus. Đám man tộc này về sau đã dấy binh nổi loạn và đánh bại người La Mã trong trận Adrianople vào năm 378. Việc để mất nguồn lực quân sự tiếp theo nguy cấp đã buộc Đế quốc Tây La Mã phải trông cậy nhiều hơn vào số quân foederatus tuyển được sau đó.
Lòng trung thành của các bộ lạc và thủ lĩnh của họ chẳng bao giờ đáng tin cậy như người Visigoth lần này dưới sự lãnh đạo của Alaric lại đứng lên bạo loạn vào năm 395. Một trong những vị tướng uy quyền nhất cuối thời La Mã gốc dân Vandal là Stilicho, vốn có cha mẹ xuất thân từ hàng ngũ foederatus.
Đến thế kỷ 5, do thiếu hẳn sự giàu sang cần thiết để chi trả và huấn luyện một đội quân chuyên nghiệp, sức mạnh quân sự của Tây La Mã gần như hoàn toàn phụ thuộc vào các đơn vị foederatus. Năm 451, Attila Rợ Hung đã bị đánh bại chỉ với sự giúp đỡ của foederatus (bao gồm người Visigoth và Alan), và cũng chính foederatus đã giáng những đòn chí tử vào cơn hấp hối của Đế quốc Tây La Mã trên danh nghĩa vào năm 476, khi viên chỉ huy của họ là Odoacer đã phế truất vị Hoàng đế Tây La Mã tiếm vị Romulus Augustulus, rồi gửi trả huy hiệu hoàng gia về cho Constantinopolis với lời yêu cầu của Viện Nguyên Lão rằng sự phân chia nhỏ giữa hai phần Đông/Tây kéo dài 81 năm của Đế quốc phải được bãi bỏ.
Foederatus vẫn còn hiện diện trong quân đội Đông La Mã (Byzantine) trong suốt thế kỷ 6. Đội quân bách chiến bách thắng của Belisarius và Narses (có công tái chinh phục châu Phi và Ý) gồm có nhiều foederatus trong đấy.